# الویرا واسیلکووا
الویرا واسیلکووا (انگلیسی: Elvira Vasilkova؛ زادهٔ ۱۵ مهٔ ۱۹۶۲) شناگر بلاروس‌تبار اهل اتحاد جماهیر شوروی سوسیالیستی است.